# Temporada 1998-99 de la NBA
La temporada 1998-99 de la NBA fue la quincuagésimo tercera en la historia de la liga. Debido al cierre patronal, la campaña no dio comienzo hasta el 5 de febrero de 1999 y terminó el 25 de junio de 1999. La temporada finalizó con San Antonio Spurs como campeones de la NBA por primera vez tras derrotar a New York Knicks por 4-1.

## Aspectos destacados
- El 18 de enero de 1999 se llegó a un acuerdo entre la Asociación de Jugadores y la NBA para establecer un nuevo contrato colectivo de trabajo.
- Debido al cierre patronal, no se celebró el All-Star Game.
- La pretemporada fue acortada a dos encuentros en lugar de los ocho que se disputan normalmente, y algunos equipos durante la temporada regular no jugaron contra otros en los 50 partidos que duró la misma.
- Los Angeles Lakers jugaron su último partido en el estadio The Forum.
- Los Angeles Clippers disputaron su última campaña en el Los Angeles Sports Arena.
- Fue la última temporada de Indiana Pacers en el Market Square Arena.
- Denver Nuggets jugó por última vez en el McNichols Sports Arena.
- Miami Heat jugaron su último partido en el Miami Arena.
- Toronto Raptors disputó su primer encuentro en el Air Canada Centre.
- New York Knicks se convirtió en el segundo equipo en la historia de la NBA que habiendo quedado clasificado para playoffs en la octava posición elimina al campeón de su conferencia (Miami Heat), y es el primero que habiendo quedado octavo disputa las Finales de la NBA.
- En el segundo partido, San Antonio Spurs estableció un nuevo récord de asistencia en la historia de las Finales, asistiendo al pabellón 39.554 espectadores. El primer encuentro tuvo un aforo de 39.514 aficionados.
- Los Spurs fueron la primera franquicia procedente de la ABA en ganar un campeonato de la NBA.
- Por primera vez desde la temporada 1954-55 (la primera desde que se instauró la regla de posesión), ningún equipo promedió 100 puntos por partido.
- Atlanta Hawks jugó en el Georgia Dome mientras el Philips Arena estaba en construcción. Esta fue la última temporada de los Hawks en playoffs hasta la 2007-08.

## Clasificaciones
| Equipo             | V  | D  | %V   | P  |
| ------------------ | -- | -- | ---- | -- |
| Miami Heat         | 33 | 17 | .660 | -  |
| Orlando Magic      | 33 | 17 | .660 | -  |
| Philadelphia 76ers | 28 | 22 | .560 | 5  |
| New York Knicks    | 27 | 23 | .540 | 6  |
| Boston Celtics     | 19 | 31 | .380 | 14 |
| Washington Wizards | 18 | 32 | .360 | 15 |
| New Jersey Nets    | 16 | 34 | .320 | 17 |

| Equipo              | V  | D  | %V   | P  |
| ------------------- | -- | -- | ---- | -- |
| Indiana Pacers      | 33 | 17 | .660 | -  |
| Atlanta Hawks       | 31 | 19 | .620 | 2  |
| Detroit Pistons     | 29 | 21 | .580 | 4  |
| Milwaukee Bucks     | 28 | 22 | .560 | 5  |
| Charlotte Hornets   | 26 | 24 | .520 | 7  |
| Toronto Raptors     | 23 | 27 | .460 | 10 |
| Cleveland Cavaliers | 22 | 28 | .440 | 11 |
| Chicago Bulls       | 13 | 37 | .260 | 20 |

| Equipo                 | V  | D  | %V   | P  |
| ---------------------- | -- | -- | ---- | -- |
| San Antonio Spurs C    | 37 | 13 | .740 | -  |
| Utah Jazz              | 37 | 13 | .740 | -  |
| Houston Rockets        | 31 | 19 | .620 | 6  |
| Minnesota Timberwolves | 25 | 25 | .500 | 12 |
| Dallas Mavericks       | 19 | 31 | .380 | 18 |
| Denver Nuggets         | 14 | 36 | .280 | 23 |
| Vancouver Grizzlies    | 8  | 42 | .160 | 29 |

| Equipo                 | V  | D  | %V   | P  |
| ---------------------- | -- | -- | ---- | -- |
| Portland Trail Blazers | 35 | 15 | .700 | -  |
| Los Angeles Lakers     | 31 | 19 | .620 | 4  |
| Sacramento Kings       | 27 | 23 | .540 | 8  |
| Phoenix Suns           | 27 | 23 | .540 | 8  |
| Seattle SuperSonics    | 25 | 25 | .500 | 10 |
| Golden State Warriors  | 21 | 29 | .420 | 14 |
| Los Angeles Clippers   | 9  | 41 | .180 | 26 |

* V: Victorias
* D: Derrotas
* %V: Porcentaje de victorias
* P: Partidos de diferencia respecto a la primera posición
* C: Campeón

## Playoffs
|  | Primera Ronda     | Primera Ronda | Primera Ronda |   |              | Semifinales de Conferencia | Semifinales de Conferencia | Semifinales de Conferencia |  |    | Finales de Conferencia | Finales de Conferencia | Finales de Conferencia |  |    | Finales de la NBA | Finales de la NBA | Finales de la NBA |
|  |                   |               |               |   |              |                            |                            |                            |  |    |                        |                        |                        |  |    |                   |                   |                   |
|  | E1                | Miami*        | 2             |   |              |                            |                            |                            |  |    |                        |                        |                        |  |    |                   |                   |                   |
|  | E8                | New York      | 3             |   |              |                            |                            |                            |  |    |                        |                        |                        |  |    |                   |                   |                   |
|  | E8                | New York      | 3             |   | E8           | New York                   | 4                          |                            |  |    |                        |                        |                        |  |    |                   |                   |                   |
|  |                   |               |               |   | E8           | New York                   | 4                          |                            |  |    |                        |                        |                        |  |    |                   |                   |                   |
|  |                   | E4            | Atlanta       | 0 |              |                            |                            |                            |  |    |                        |                        |                        |  |    |                   |                   |                   |
|  | E4                | E4            | Atlanta       | 0 | Atlanta      | 3                          |                            |                            |  |    |                        |                        |                        |  |    |                   |                   |                   |
|  | E4                |               |               |   | Atlanta      | 3                          |                            |                            |  |    |                        |                        |                        |  |    |                   |                   |                   |
|  | E5                | Detroit       | 2             |   |              |                            |                            |                            |  |    |                        |                        |                        |  |    |                   |                   |                   |
|  | E5                | Detroit       | 2             |   |              |                            |                            |                            |  | E8 | New York               | 4                      |                        |  |    |                   |                   |                   |
|  | Conferencia Este  |               |               |   |              |                            |                            |                            |  | E8 | New York               | 4                      |                        |  |    |                   |                   |                   |
|  |                   | E2            | Indiana*      | 2 |              |                            |                            |                            |  |    |                        |                        |                        |  |    |                   |                   |                   |
|  | E3                | E2            | Indiana*      | 2 | Orlando      | 1                          |                            |                            |  |    |                        |                        |                        |  |    |                   |                   |                   |
|  | E3                |               |               |   | Orlando      | 1                          |                            |                            |  |    |                        |                        |                        |  |    |                   |                   |                   |
|  | E6                | Philadelphia  | 3             |   |              |                            |                            |                            |  |    |                        |                        |                        |  |    |                   |                   |                   |
|  | E6                | Philadelphia  | 3             |   | E6           | Philadelphia               | 0                          |                            |  |    |                        |                        |                        |  |    |                   |                   |                   |
|  |                   |               |               |   | E6           | Philadelphia               | 0                          |                            |  |    |                        |                        |                        |  |    |                   |                   |                   |
|  |                   | E2            | Indiana*      | 4 |              |                            |                            |                            |  |    |                        |                        |                        |  |    |                   |                   |                   |
|  | E2                | E2            | Indiana*      | 4 | Indiana*     | 3                          |                            |                            |  |    |                        |                        |                        |  |    |                   |                   |                   |
|  | E2                |               |               |   | Indiana*     | 3                          |                            |                            |  |    |                        |                        |                        |  |    |                   |                   |                   |
|  | E7                | Milwaukee     | 0             |   |              |                            |                            |                            |  |    |                        |                        |                        |  |    |                   |                   |                   |
|  | E7                | Milwaukee     | 0             |   |              |                            |                            |                            |  |    |                        |                        |                        |  | E8 | New York          | 1                 |                   |
|  |                   |               |               |   |              |                            |                            |                            |  |    |                        |                        |                        |  | E8 | New York          | 1                 |                   |
|  |                   | O1            | San Antonio*  | 4 |              |                            |                            |                            |  |    |                        |                        |                        |  |    |                   |                   |                   |
|  | O1                | O1            | San Antonio*  | 4 | San Antonio* | 3                          |                            |                            |  |    |                        |                        |                        |  |    |                   |                   |                   |
|  | O1                |               |               |   | San Antonio* | 3                          |                            |                            |  |    |                        |                        |                        |  |    |                   |                   |                   |
|  | O8                | Minnesota     | 1             |   |              |                            |                            |                            |  |    |                        |                        |                        |  |    |                   |                   |                   |
|  | O8                | Minnesota     | 1             |   | O1           | San Antonio*               | 4                          |                            |  |    |                        |                        |                        |  |    |                   |                   |                   |
|  |                   |               |               |   | O1           | San Antonio*               | 4                          |                            |  |    |                        |                        |                        |  |    |                   |                   |                   |
|  |                   | O4            | LA Lakers     | 0 |              |                            |                            |                            |  |    |                        |                        |                        |  |    |                   |                   |                   |
|  | O4                | O4            | LA Lakers     | 0 | LA Lakers    | 3                          |                            |                            |  |    |                        |                        |                        |  |    |                   |                   |                   |
|  | O4                |               |               |   | LA Lakers    | 3                          |                            |                            |  |    |                        |                        |                        |  |    |                   |                   |                   |
|  | O5                | Houston       | 1             |   |              |                            |                            |                            |  |    |                        |                        |                        |  |    |                   |                   |                   |
|  | O5                | Houston       | 1             |   |              |                            |                            |                            |  | O1 | San Antonio*           | 4                      |                        |  |    |                   |                   |                   |
|  | Conferencia Oeste |               |               |   |              |                            |                            |                            |  | O1 | San Antonio*           | 4                      |                        |  |    |                   |                   |                   |
|  |                   | O2            | Portland*     | 0 |              |                            |                            |                            |  |    |                        |                        |                        |  |    |                   |                   |                   |
|  | O3                | O2            | Portland*     | 0 | Utah         | 3                          |                            |                            |  |    |                        |                        |                        |  |    |                   |                   |                   |
|  | O3                |               |               |   | Utah         | 3                          |                            |                            |  |    |                        |                        |                        |  |    |                   |                   |                   |
|  | O6                | Sacramento    | 2             |   |              |                            |                            |                            |  |    |                        |                        |                        |  |    |                   |                   |                   |
|  | O6                | Sacramento    | 2             |   | O3           | Utah                       | 2                          |                            |  |    |                        |                        |                        |  |    |                   |                   |                   |
|  |                   |               |               |   | O3           | Utah                       | 2                          |                            |  |    |                        |                        |                        |  |    |                   |                   |                   |
|  |                   | O2            | Portland*     | 4 |              |                            |                            |                            |  |    |                        |                        |                        |  |    |                   |                   |                   |
|  | O2                | O2            | Portland*     | 4 | Portland*    | 3                          |                            |                            |  |    |                        |                        |                        |  |    |                   |                   |                   |
|  | O2                |               |               |   | Portland*    | 3                          |                            |                            |  |    |                        |                        |                        |  |    |                   |                   |                   |
|  | O7                | Phoenix       | 0             |   |              |                            |                            |                            |  |    |                        |                        |                        |  |    |                   |                   |                   |

## Estadísticas
| Categoría                    | Jugador          | Equipo             | Estadísticas |
| ---------------------------- | ---------------- | ------------------ | ------------ |
| Puntos por partido           | Allen Iverson    | Philadelphia 76ers | 26.8         |
| Rebotes por partido          | Chris Webber     | Sacramento Kings   | 13.0         |
| Asistencias por partido      | Jason Kidd       | Phoenix Suns       | 10.8         |
| Robos por partido            | Kendall Gill     | New Jersey Nets    | 2.7          |
| Tapones por partido          | Alonzo Mourning  | Miami Heat         | 3.9          |
| Porcentaje de tiros de campo | Shaquille O'Neal | Los Angeles Lakers | 57.6         |
| Porcentaje de tiros libres   | Reggie Miller    | Indiana Pacers     | 91.5         |
| Porcentaje de tiros de tres  | Dell Curry       | Milwaukee Bucks    | 47.6         |

## Premios
- MVP de la Temporada
  -  Karl Malone (Utah Jazz)
- Rookie del Año
  -  Vince Carter (Toronto Raptors)
- Mejor Defensor
  -  Alonzo Mourning (Miami Heat)
- Mejor Sexto Hombre
  -  Darrell Armstrong (Orlando Magic)
- Jugador Más Mejorado
  -  Darrell Armstrong (Orlando Magic)
- Entrenador del Año
  -  Mike Dunleavy, Sr. (Portland Trail Blazers)

| - Primer Quinteto de la Temporada - A - Tim Duncan, San Antonio Spurs - A - Karl Malone, Utah Jazz - P - Alonzo Mourning, Miami Heat - B - Allen Iverson, Philadelphia 76ers - B - Jason Kidd, Phoenix Suns | - Segundo Quinteto de la Temporada - A - Chris Webber, Sacramento Kings - A - Grant Hill, Detroit Pistons - P - Shaquille O'Neal, Los Angeles Lakers - B - Gary Payton, Seattle Supersonics - B - Tim Hardaway, Miami Heat | - Tercer Quinteto de la Temporada - A - Kevin Garnett, Minnesota Timberwolves - A - Antonio McDyess, Denver Nuggets - P - Hakeem Olajuwon, Houston Rockets - B - Kobe Bryant, Los Angeles Lakers - B - John Stockton, Utah Jazz |

| - Primer Quinteto Defensivo - Scottie Pippen, Houston Rockets - Karl Malone, Utah Jazz - Alonzo Mourning, Miami Heat - Gary Payton, Seattle SuperSonics - Tim Duncan, San Antonio Spurs - Jason Kidd, Phoenix Suns | - Segundo Quinteto Defensivo - P.J. Brown, Miami Heat - Theo Ratliff, Philadelphia 76ers - Dikembe Mutombo, Atlanta Hawks - Mookie Blaylock, Atlanta Hawks - Eddie Jones, Charlotte Hornets |

| - Mejor Quinteto de Rookies - Vince Carter, Toronto Raptors - Paul Pierce, Boston Celtics - Jason Williams, Sacramento Kings - Mike Bibby, Vancouver Grizzlies - Matt Harpring, Orlando Magic | - Segundo Mejor Quinteto de Rookies - Michael Dickerson, Houston Rockets - Michael Doleac, Orlando Magic - Cuttino Mobley, Houston Rockets - Michael Olowokandi, L.A. Clippers - Antawn Jamison, Golden State Warriors |